# Новое Гаритово
Новое Гаритово — село в Петровском районе Тамбовской области России. Село Новое Гаритово Петровского района Тамбовской области впервые упомянуто в документах третьей ревизии в 1762-1767 гг. Населено однодворцами и крепостными крестьянами. Владельцами имений были А. Шереметьев, П. Дурасов, Н. Мишуков. В середине XIX века имелось народное училище. В начале XX века была земская школа. Ново-Гаритовская волость являлась одним из очагов крестьянского восстания в 1917 году. В настоящее время здесь находятся СХПК "Восход", отделение связи, средняя школа, медпункт, дом культуры. В школе работал поэт И. И. Акулов.
Входит в Успеновский сельсовет.

## География
Расположено на ручье Безымянном, впадающем в реку Горитовку (приток Воронежа), в 19 км к северо-западу от райцентра, села Петровское, и в 89 км к западу от центра Тамбова.

## Население
| 2002 | 2010 |
| ---- | ---- |
| 524  | ↘317 |

Согласно результатам переписи 2002 года, в национальной структуре населения русские составляли 98 % от жителей.